# Wej Ťien-sing
Wej Ťien-sing (čínsky pchin-jinem Wèi Jiànxíng, znaky 尉健行; 2. ledna 1931 – 7. srpna 2015) byl čínský komunistický politik a odborář, původně inženýr-strojař začátkem 80. let vstoupil do politiky jako starosta Charbinu (1981–1983). Později působil v centrálním aparátu odborů a komunistické strany, do významných politických funkcí se dostal v polovině 80. let, když byl postupně vedoucím organizačního oddělení ÚV KS Číny (1985–1987), ministrem kontroly (1987–1993), tajemníkem Ústřední komise pro kontrolu disciplíny KS Číny (1992–2002), členem politbyra a sekretariátu ÚV KS Číny (obojí 1992–2002), předsedou Všečínské federace odborů (1993–2002), tajemníkem pekingského městského výboru KS Číny (1995–1997) a členem stálého výboru politbyra (1997–2002).

## Život
Wej Ťien-sing se narodil 2. ledna 1931 v okresu Sin-čchang v provincii Če-ťiang. Roku 1947 nastoupil na střední školu v Šanghaji, roku 1949 vstoupil do Komunistické strany Číny. Roku 1952 absolvoval Talienskou technologickou univerzitu, v letech 1952–1953 studoval ruštinu ve Fu-šunu. Poté se v letech 1953–1955 na závodě v Sovětském svazu seznamoval s výrobní praxí a managementem. Po návratu do Číny pracoval v Severovýchodním závodu obrábění lehkých slitin v Charbinu.
Za kulturní revoluce byl přeložen z úřednické na manuální práci, od roku 1970 působil opět v manažerských pozicích, stal se i předsedou revolučního výboru závodu. V letech 1980–1981 studoval na ústřední stranické škole, poté vykonával funkci starosty Charbinu. Na XII. sjezdu KS Číny v září 1982 byl zvolen kandidátem ústředního výboru KS Číny. Roku 1983 byl přeložen do Pekingu na místo člena sekretariátu a místopředsedy Všečínské federace odborů. Roku 1984 byl opět přeložen, tentokrát do centrálního stranického aparátu na místo zástupce vedoucího organizačního oddělení ÚV KS Číny, od července 1985 do května 1987 oddělení vedl. Při reorganizaci stranického vedení v září 1985 byl převeden mezi členy ústředního výboru (znovuzvolen na sjezdech roku 1987, 1992 a 1997; do 2002). Jako vedoucí oddělení úzce spolupracoval s tehdejším generálním tajemníkem ÚV KS Číny Chu Jao-pangem, po jehož sesazení (v lednu 1987) ztratil mocenskou oporu a po několika měsících byl převeden na méně významnou pozici ministra kontroly (od června 1987 do března 1993). Během svého působení na ministerstvu sehrál důležitou roli při vytváření pravidel a regulací týkajících se dohledu nad čínskými státními zaměstnanci. Politicky se po roce 1987 přeorientoval z Chu Jao-panga na svého předchůdce v disciplinární komisi Čchiao Š’a.
Na XIV. sjezdu KS Číny v říjnu 1992 byl zvolen členem politbyra a tajemníkem sekretariátu ÚV KS Číny a rovněž tajemníkem Ústřední komise pro kontrolu disciplíny. Jako šéf disciplinární komise stál v čele tažení proti korupci, které bylo jedním z důležitých bodů politického programu generálního tajemníka Ťiang Ce-mina. Během jeho působení v čele disciplinární komise bylo zpracováno přibližně 680 000 případů. Nejznámějším byl případ pekingského stranického šéfa Čchen Si-tchunga, který byl v rozsáhlé korupční kauze počínající v roce 1994 také šetřen, roku 1995 odvolán z funkcí, roku 1997 vyloučen ze strany a roku 1998 odsouzen k dlouholetému trestu vězení. Po Čchenově odvolání v dubnu 1995 Wej Ťien-sing osobně převzal funkci tajemníka pekingského městského výboru KS Číny a zůstal v ní dva roky, do srpna 1997. V říjnu 1993 se stal také předsedou Všečínské federace odborů a zastával tuto funkci po dvě funkční období, do prosince 2002.
Na XV. sjezdu KS Číny v září 1997 byl znovuzvolen do politbyra a sekretariátu, zachoval si i funkci tajemníka Ústřední komise pro kontrolu disciplíny (přestože Ťiang Ce-min navrhoval místo Wej Ťien-singa svého straníka Chuang Jüa, Čchiao Š’ však toto vetoval). Navíc významně povýšil, když se stal i členem nejužšího vedení strany, sedmičlenného stálého výboru politbyra. Členství ve stálém výboru mu zajistil svým vlivem Čchiao Š’, když sám na sjezdu na stranické funkce rezignoval (pro vysoký věk). Současně povýšení Wej Ťen-singa ukázalo význam, který vedení strany přikládalo boji s korupcí.
Na XVI. sjezdu KS Číny v listopadu 2002 opustil stranické funkce a v prosinci téhož roku odešel i z vedení odborů. Nadále se až na výjimky neúčastnil veřejného života.
Dne 7. srpna 2015 zemřel v Pekingu.